# Jiaozi

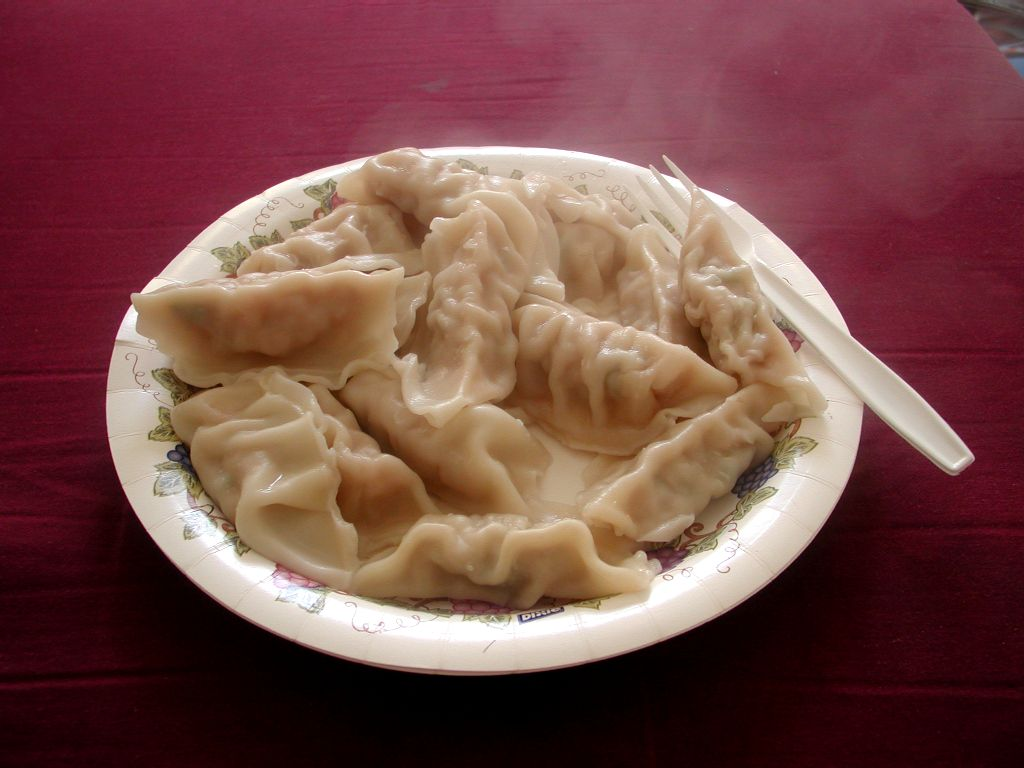
Chińskie pierożki jiaozi

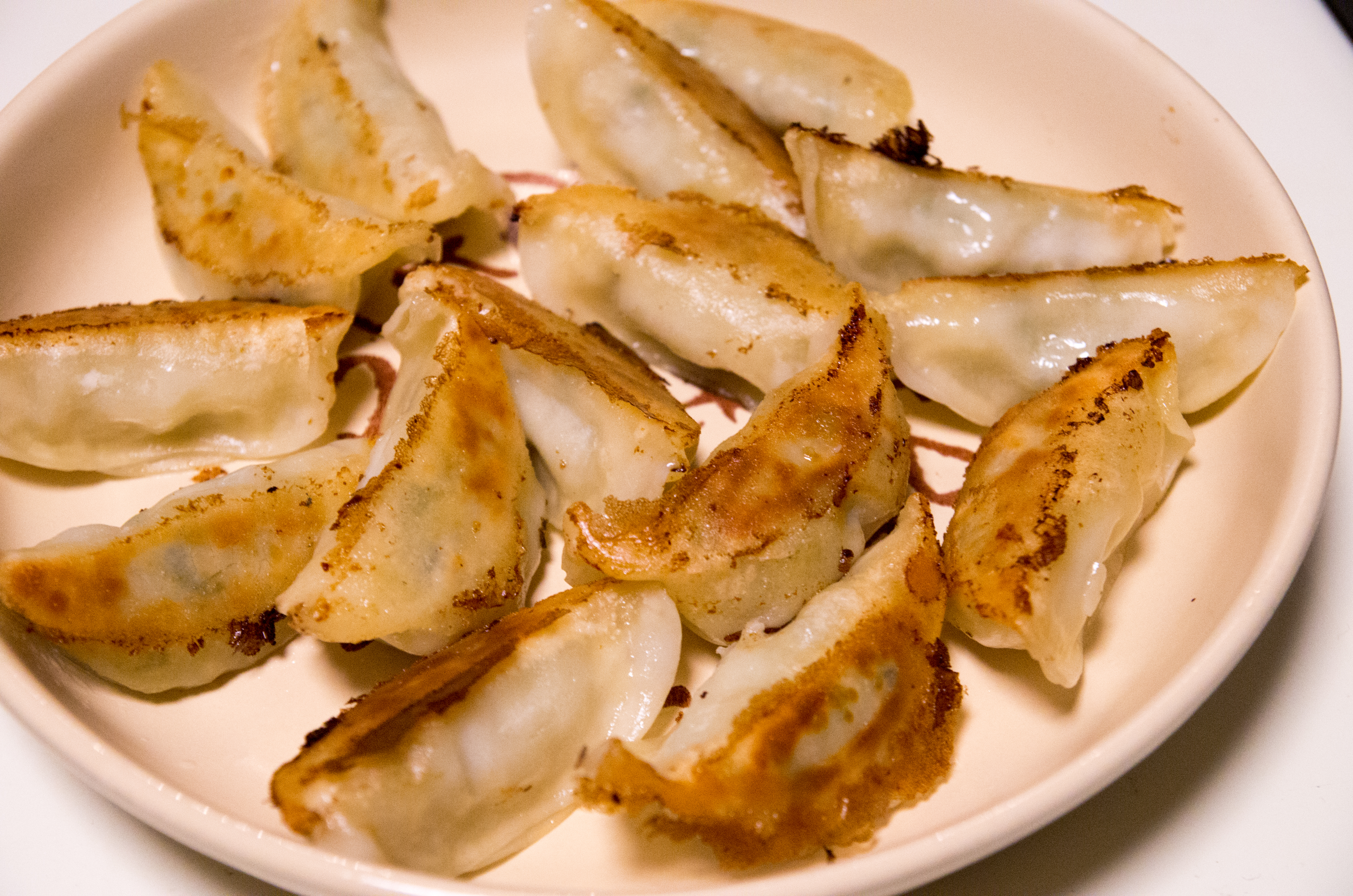
Gyōza

Jiaozi (chin. trad. 餃子, chin. upr. 饺子, pinyin jiǎozi), w Japonii znane jako gyōza (ぎょうざ) – tradycyjne chińskie pierożki, popularne również w kuchni innych krajów wschodniej Azji. Podobne nieco do polskich kołdunów, nadziewane są zazwyczaj mięsem z dodatkiem kapusty pekińskiej lub np. imbiru bądź szczypioru, w poszczególnych regionach Chin różnią się jednak między sobą składem ciasta, nadzieniem i kształtem.
Jiaozi są podstawowym daniem spożywanym podczas chińskiego Nowego Roku. W ich przyrządzaniu bierze wówczas udział cała rodzina, często wraz z przyjaciółmi. Podczas tego święta nadziewane są nietypowym nadzieniem, sporządzonym z jajek i krewetek. Podczas noworocznej nocy i w następny dzień spożywa się duże ilości jiaozi.

## Historia
Jiaozi znane są w Chinach co najmniej od okresu Trzech Królestw. W 1968 podczas wykopalisk w Turfanie w regionie autonomicznym Xinjiang odkryto w grobowcu miejscowego arystokraty z czasów dynastii Tang drewnianą miskę z doskonale zachowanymi pierożkami. W wyniku najazdów mongolskich pierogi dotarły z Chin do wschodniej i środkowej Europy.